# دير الحرف
دير الحرف هي إحدى القرى اللبنانية من قرى قضاء بعبدا في محافظة جبل لبنان.